# قيقب منتفخ العروق
القيقب المنتفخ العروق نوع نباتي ينتمي إلى جنس القيقب من الفصيلة الصابونية.